# 南安軍
南安军，中国宋朝的军。
北宋淳化元年（990年），分割虔州设置南安军，治所在大庾县（今江西省大余县）。下辖大庾、南康、上犹三县。包括今江西省章水、上犹江流域。元朝至元年间改为南安路。